# Muang Thakhèk
Muang Thakhèk är ett distrikt i Laos.   Det ligger i provinsen Khammuan, i den centrala delen av landet, 240 km öster om huvudstaden Vientiane.